# Mycosphaerella luzonensis
Mycosphaerella luzonensis är en svampart som beskrevs av Ts. Kobay. 1980. Mycosphaerella luzonensis ingår i släktet Mycosphaerella och familjen Mycosphaerellaceae.   Inga underarter finns listade i Catalogue of Life.